# NGC 4432
NGC 4432 est une galaxie spirale située dans la constellation de la Vierge. NGC 4432 a été découverte par l'astronome allemand Albert Marth en 1865.

## Caractéristiques
La classe de luminosité de NGC 4432 est II-III et elle présente une large raie HI.

### Distance
Sa vitesse par rapport au fond diffus cosmologique est de6 742 ± 24 km/s, ce qui correspond à une distance de Hubble de 99,4 ± 7,0 Mpc (∼324 millions d'al).
À ce jour, trois mesures non basées sur le décalage vers le rouge (redshift) donnent une distance de 71,267 ± 1,604 Mpc (∼232 millions d'al), ce qui est nettement à l'extérieur des valeurs de la distance de Hubble. Notons cependant que c'est avec la valeur moyenne des mesures indépendantes, lorsqu'elles existent, que la base de données NASA/IPAC calcule le diamètre d'une galaxie et qu'en conséquence le diamètre de NGC 4432 pourrait être d'environ 28,9 kpc (∼94 300 al) si on utilisait la distance de Hubble pour le calculer.

### Classification
Les avis diffèrent sur la classification de NGC 4432, spirale barrée selon le Wolfgang Steinicke et  intermédiaire la base de données HyperLeda et ordinaire selon la base de données NASA/IPAC et le professeur Seligman. On voit à peine le début d'une barre au centre de la galaxie sur l'image obtenue des données du relevé SDSS. Ce n'est certes pas une spirale barrée, mais on pourrait la qualifier de spirale intermédiaire, quoique la classification de spirale Sbc semble mieux décrire cette galaxie.

## Amas de la Vierge
La désignation VCC 1018 (Virgo Cluster Catalog)) indique que cette galaxie fait partie de l'amas de la Vierge. Il s'agit d'une erreur, car les galaxies les plus lointaines de cet amas sont celles du groupe de NGC 4235, qui sont à une distance moyenne de 110 millions d'années-lumière. De plus, elle ne forme pas une paire réelle de galaxies avec NGC 4430 qui est à une distance de moins de 100 millions d'années-lumière de la Voie lactée.